# Tmeticodes
Tmeticodes is een geslacht van spinnen uit de familie hangmatspinnen (Linyphiidae).

## Soorten
De volgende soorten zijn bij het geslacht ingedeeld:
- Tmeticodes gibbifer (Ono, 2010)